# Radim Řezník
Radim Řezník [ˈɾaɟɪm ˈɼɛzɲiːk] (* 20. Januar 1989 in Český Těšín) ist ein tschechischer Fußballspieler.

## Vereinskarriere
Radim Řezník begann mit dem Fußballspielen 1999 beim FC Těrlicko. Nach nur einem Jahr wechselte er zum FC Karviná. 2001 wurde der talentierte Abwehrspieler von Baník Ostrava verpflichtet.
Anfang 2007 gelang Řezník der Sprung in den Profikader. Der Verteidiger debütierte am 11. März 2007 im Spiel gegen Sigma Olmütz in der Gambrinus Liga, seitdem gehörte er zur Stammformation von Baník Ostrava. Zwischen 2011 und 2024 spielte er für Viktoria Pilsen, bevor er im September 2024 zum Drittligisten TJ Jiskra Domažlice wechselte.

## Nationalmannschaft
Řezník spielte bisher für die tschechischen Juniorenauswahlmannschaften U16, U17, U18, U19 und U21.
In der A-Nationalmannschaft debütierte er am 3. September 2014 gegen die USA. Seit letztes Länderspiel absolvierte er am 14. Oktober 2019 gegen Nordirland.

## Erfolge
- Tschechischer Meister 2016 mit Viktoria Pilsen